# Lynton and Lynmouth Cliff Railway

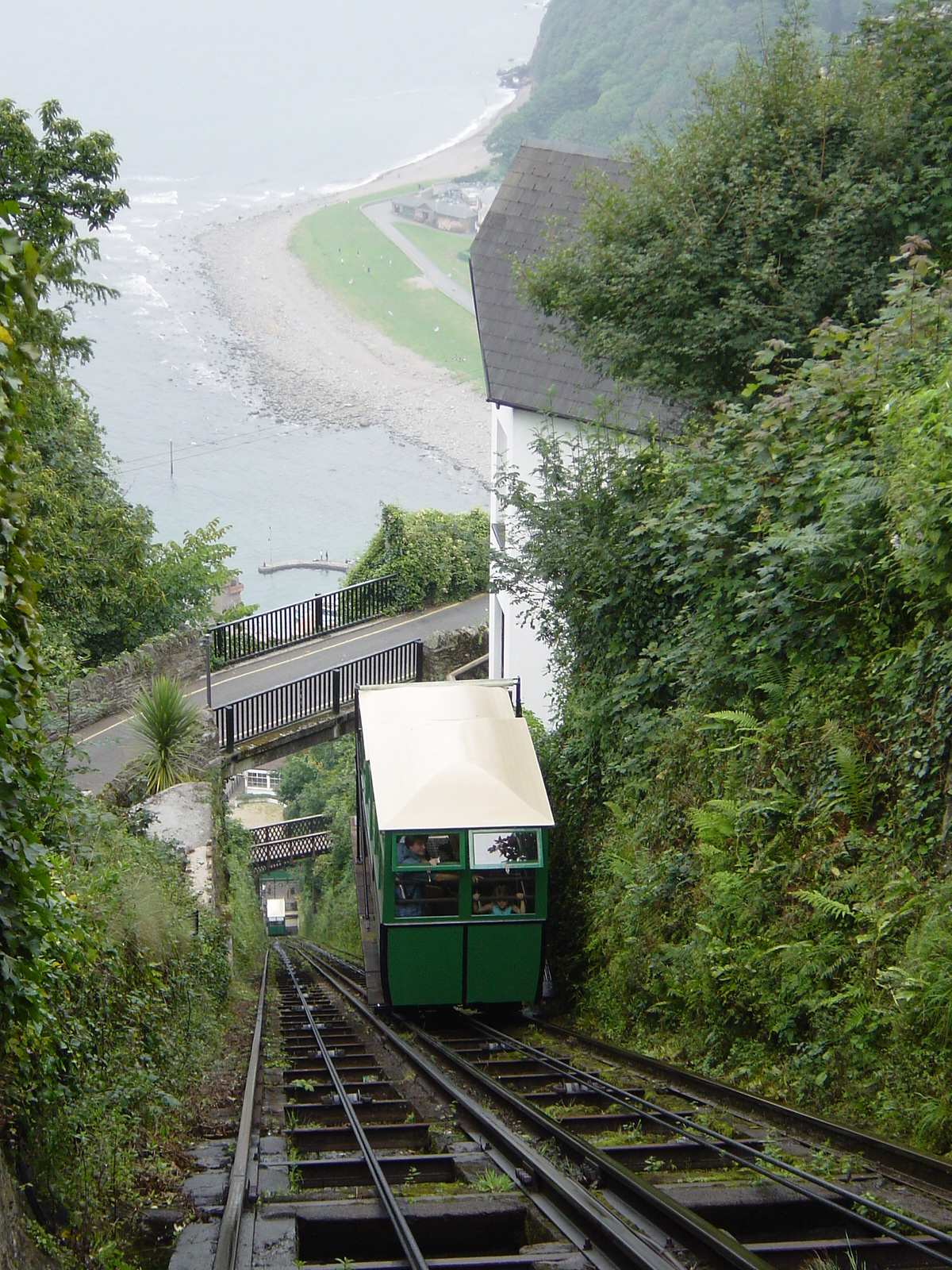
Lynton and Lynmouth Cliff Railway em 2003.

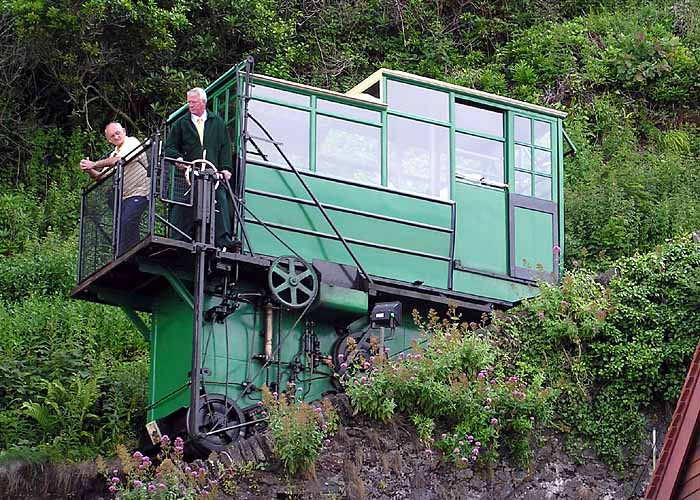
Um carro do funicular, mostrando o mecanismo de breque.

A Lynton and Lynmouth Cliff Railway é uma ferrovia funicular movida a água que faz a ligação entre as cidades geminadas de Lynton e Lynmouth em uma escarpada costa ao norte de Devon, Inglaterra.
A ferrovia foi inaugurada na segunda-feira de páscoa de 1890, sendo que manteve ininterruptamente suas operações desde sua inauguração.
A linha é composta de dois carros, cada um com capacidade para transportar 40 passageiros, sendo encaixado por um cabo contínuo que corre sobre uma polia de 1,7 metros.
A distância vertical (entre o ponto inicial e o mais elevado) dos trilhos paralelos é de 150 metros e sua extensão é de 263 metros, dando à linha um declive de 1:1.75.